# 曾廷亮
曾廷亮（？—？），本籍閩縣，清朝官員。

## 生平
曾廷亮於1845年上任淡水廳大甲中軍守備，為台灣清治時期的地方官員，該官職主要從事大甲地區武職事務，品等不高，只為正七品以下。
鴉片戰爭時，曾廷亮曾參與大安之役，因英船一艘被擊沉，為僅有之戰果，曾廷亮與各軍官均交部從優議敘。
| 官衔          | 官衔                      | 官衔          |
| ------------- | ------------------------- | ------------- |
| 前任： 劉紹春 | 淡水廳大甲守備 1845年上任 | 繼任： 鄒若陞 |